# Мальта на Паралимпийских играх
Мальта на Паралимпийских играх впервые принял участие в 1960 году на летних Играх в Риме, и с тех пор принимает участие на всех летних Играх (не участвовали в Играх 1976 года и с 1988 по 2004 годы). На зимних Играх делегация Мальты пока не участвовала.
На настоящее время спортсмены Мальты завоевали на всех Играх в сумме 7 медалей, из них ни одной золотой.

## Медальный зачёт

### Медали летних Паралимпийских игр
| Игры                          | Золото         | Серебро        | Бронза         | Всего          | Место          |
| ----------------------------- | -------------- | -------------- | -------------- | -------------- | -------------- |
| 1960 Рим                      | 0              | 2              | 2              | 4              | 16             |
| 1964 Токио                    | 0              | 0              | 2              | 2              | 16             |
| 1968 Тель-Авив                | 0              | 0              | 0              | 0              | —              |
| 1972 Гейдельберг              | 0              | 0              | 0              | 0              | —              |
| 1976 Торонто                  | не участвовали | не участвовали | не участвовали | не участвовали | не участвовали |
| 1980 Арнем                    | 0              | 0              | 1              | 1              | 38             |
| 1984 Сток-Мандевиль, Нью-Йорк | 0              | 0              | 0              | 0              | —              |
| 1988—2004                     | не участвовали | не участвовали | не участвовали | не участвовали | не участвовали |
| 2008 Пекин                    | 0              | 0              | 0              | 0              | —              |
| 2012 Лондон                   | 0              | 0              | 0              | 0              | —              |
| 2016 Рио-де-Жанейро           | 0              | 0              | 0              | 0              | —              |
| 2020 Токио                    | 0              | 0              | 0              | 0              | —              |
| Итого                         | 0              | 2              | 5              | 7              |                |